# Совдозеро
Со́вдозеро (карел. Soudjärvi) — деревня в составе Поросозерского сельского поселения Суоярвского района Республики Карелия России.

## Общие сведения
Расположена на западном берегу Совдозера и у южной оконечности Сергозера.

## Население
Численность населения в 1905 году составляла 260 человек.
| 2002 | 2009 | 2010 | 2013 |
| ---- | ---- | ---- | ---- |
| 16   | ↘6   | ↘2   | ↘0   |

## Известные уроженцы
- Карпова, Дарья Кузьминична (1914—2003) — народная артистка РСФСР, заслуженная артистка Карельской АССР.